# Cunninghame

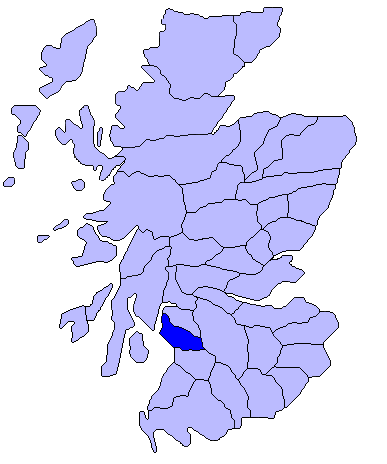
Mappa della Scozia con il distretto storico del Cunninghame in evidenza

Il Cunninghame (in gaelico scozzese: Coineagan) è stata una divisione amministrativa della Scozia. Anticamente era un distretto comitale e nel periodo 1975–1996 è stato un distretto della regione dello Strathclyde.